# Traian Coșovei
Traian Coșovei, né le 24 mars 1921 à Somova (județ de Tulcea, Royaume de Roumanie) et mort le 16 juillet 1993 à Bucarest, est un écrivain, poète et reporter roumain.
Il est diplômé en philosophie de l'université de Bucarest en 1947 où il a eu comme professeur George Călinescu.
Il est le père du poète Traian T. Coșovei.